# 2005年哈萨克斯坦总统选举
2005年哈萨克斯坦总统选举是哈萨克斯坦于2005年12月4日舉行的哈萨克斯坦总统選舉，时任总统努尔苏丹·纳扎尔巴耶夫自1989年以来一直掌权，他寻求并赢得第三个任期，击败了其他四位候选人。尽管反对派候选人被允许在一定程度上接触大众媒体，但仍然受到限制。据西方选举观察员称，反对派候选人遭受了相当程度的骚扰。歐洲安全與合作組織批评了此次选举，称其有改善的地方，但依旧不公平。

## 背景
2000年6月22日，哈萨克斯坦宪法委员会宣布，由于1995年8月公投通过了新宪法，因此努尔苏丹1999年的连任是他在新宪法下的第一个任期，这一裁定使努尔苏丹有资格竞选实际上的第三个任期。总统选举原定于2006年12月举行，然而在2005年6月，哈萨克斯坦宣布大选将提前在2005年12月举行。9月9日，努尔苏丹簽署了《關於實現哈薩克共和國公民選舉權措施》的法令，責成各國家機關確保自由、公正和競爭性選舉。
2004年10月，哈萨克斯坦的著名官员扎尔马汗·图亚克拜指责政府操纵2004年哈萨克斯坦议会选举后，辞去了馬日利斯（哈萨克斯坦议会下议院）主席的职务。次月，他加入反对派，并于2004年11月成为哈萨克斯坦民主力量协调委员会的主席。2005年3月，图亚克拜被任命为新成立的政治运动联盟“为了公正的哈萨克斯坦”的主席，并被提名为总统候选人。扎曼别克·努尔卡迪洛夫也是反对派的主要人物之一，由于在选举前不久去世，未能参加此次选举。努尔卡迪洛夫曾担任阿拉木图市市长和政府部长，后来加入了反对派，2005年11月努尔卡迪洛夫被發現被槍殺，官方宣布死因是自殺。

## 選舉制度
哈薩克總統是經由两轮选举制選出，若沒有任何候選人在首輪投票中獲得過半數票數，得票最高的兩人將會進入第二輪投票。

## 候选人
哈萨克斯坦中央选举委员会在2005年10月3日至24日期間進行了候選人登記。以下五名候選人完成註冊：
- 努尔苏丹·纳扎尔巴耶夫：祖國黨現任總統
- 扎尔马汗·图亚克拜（英语：Zharmakhan Tuyakbay）：前馬日利斯主席、「为了公正的哈萨克斯坦」主席。
- 梅爾斯·埃萊烏西佐夫（英语：Mels Eleusizov）
- 埃拉西爾·阿比爾卡西莫夫（英语：Erasyl Abilqasymov）：哈萨克斯坦人民党、馬日利斯成員。
- 阿利汗·拜梅諾夫（英语：Alikhan Baimenov）：前政府官员、哈萨克斯坦光明道路民主党成員。

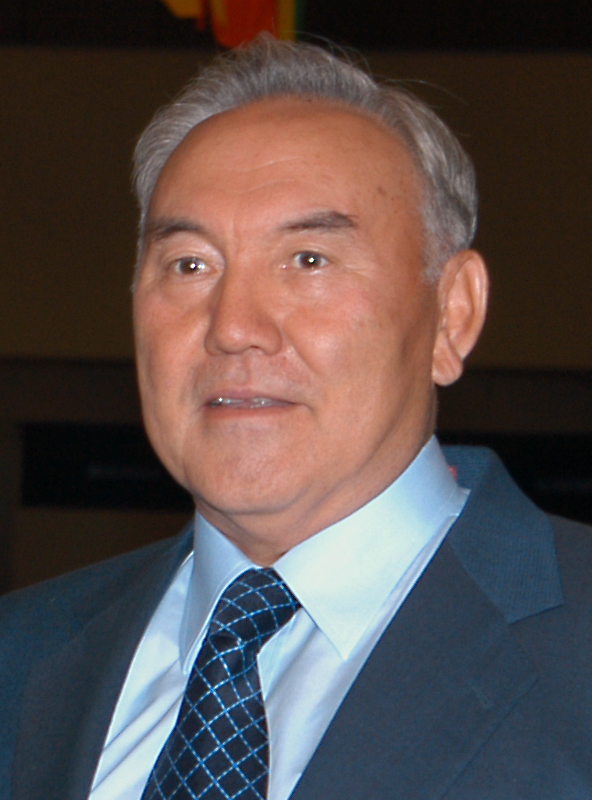
努尔苏丹·纳扎尔巴耶夫
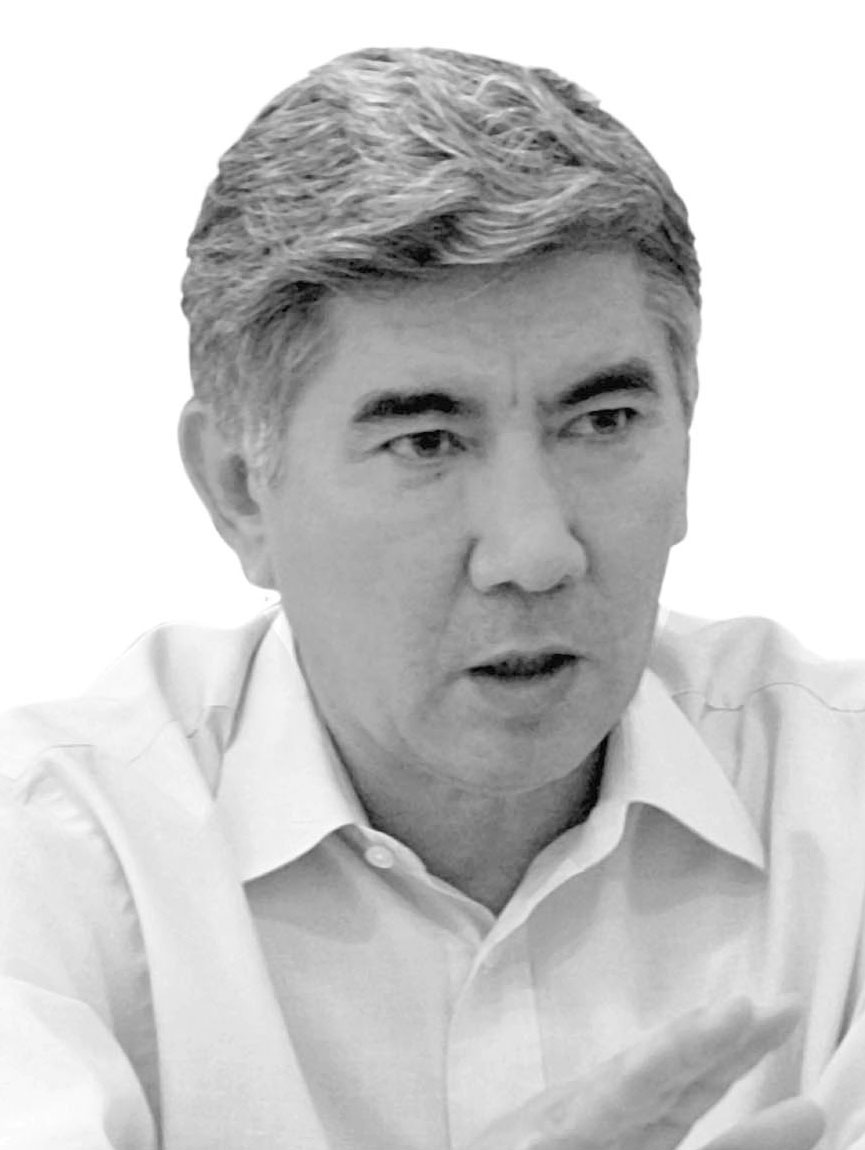
扎尔马汗·图亚克拜
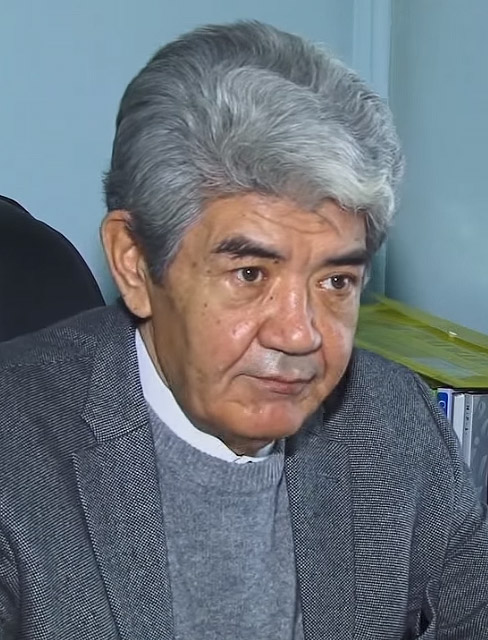
梅爾斯·埃萊烏西佐夫
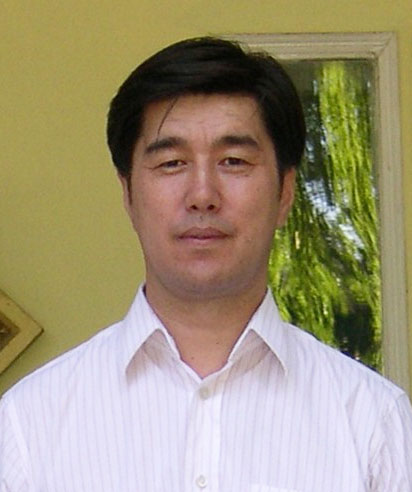
阿利汗·拜梅諾夫

## 选举结果
| 候选人             | 候选人                  | 政党                     | 票数      | %      |
| ------------------ | ----------------------- | ------------------------ | --------- | ------ |
|                    | 努尔苏丹·纳扎尔巴耶夫   | 祖國黨                   | 6,147,517 | 91.15  |
|                    | 扎尔马汗·图亚克拜       | 为了公正的哈萨克斯坦     | 445,934   | 6.61   |
|                    | 梅爾斯·埃萊烏西佐夫     | 哈萨克斯坦光明道路民主党 | 108,730   | 1.61   |
|                    | 埃拉西爾·阿比爾卡西莫夫 | 哈萨克斯坦人民党         | 23,252    | 0.34   |
|                    | 梅爾斯·埃萊烏西佐夫     | Tabighat                 | 18,834    | 0.28   |
| 总共               | 总共                    | 总共                     | 6,744,267 | 100.00 |
|                    |                         |                          |           |        |
| 有效票数           | 有效票数                | 有效票数                 | 6,744,267 | 98.15  |
| 无效及空白票数     | 无效及空白票数          | 无效及空白票数           | 127,304   | 1.85   |
| 总票数             | 总票数                  | 总票数                   | 6,871,571 | 100.00 |
| 已登记选民／投票率 | 已登记选民／投票率      | 已登记选民／投票率       | 8,949,199 | 76.78  |
| 资料来源：         |                         |                          |           |        |

## 后续
中央選舉委員會宣布選舉有效，但图亚克拜拒绝承认选举结果，并呼吁哈萨克斯坦最高法院撤銷選舉結果，因為中央選舉委員會涉嫌选举舞弊，然而最高法院表示没有发现选举舞弊行为，并在12月23日驳回图亚克拜的控诉。